# Газонафтоутворення
Газонафтоутворення (рос.газонефтеобразование, англ. gas and petroleum generation; нім. Erdöl- und Gasbildung f) —
1. За біологічною гіпотезою: трансформація органічної речовини, пов'язана з процесом літогенезу вмісних порід.
Включає стадії:
- седиментогенез,

- діагенез і

- катагенез.

Седиментогенез (початкова стадія) характеризується накопиченням початкової нафтогазоматеринської органічної речовини в субаквальних осадах за рахунок синтезу продуктів деструкції біоценозів (ліпідів, вуглеводів, білків, целюлози, лігніну). Переробка органіч. речовини на цій стадії пов'язана в осн. з діяльністю мікробів, бактерій і бентосних організмів.
Діагенез характеризується затуханням аеробних перетворень органіч. речовини, встановленням фіз.-хім. рівноваги в осаді. На цій стадії формується «юна» мікронафта (вміст в г.п. 0,01-0,05 %). Осн. продуктом цієї стадії є газоподібні вуглеводні, що формують при наявності пасток газові поклади.
Катагенез поділяється на ряд етапів: ранній протокатагенез (буровуг. етап вуглефікації), середній мезокатагенез (кам.-вуг. етап вуглефікації), пізній — апокатагенез (антрацитовий етап). Протокатагенез характеризується зануренням порід в області т-р 50-80 °C і тиску 30,4-35,5 МПа. Процес перетворення органіки супроводжується утворенням газоподібних вуглеводнів шляхом відокремлення периферійних груп від початкової макромолекули органічних речовини. Одночасно відбувається розукрупнення (виділення низькомолекулярних вуглецевих сполук) і укрупнення молекул органічних речовини (полімеризація осн. матриці керогену). Мезокатагенез — основний етап в історії утворення нафти. Породи при зануренні продовжують ущільнюватися, температура досягає 200—250 °C, тиск 179,2-202,6 МПа. Відбувається внутрішньомолекулярна перебудова осн. матриці керогену, в результаті якої виділяється широка гама вуглеводнів. Для апокатагенезу (температури понад 250 °C) характерна графітизація вуглефікованої речовини, продовжується генерація метану, відбувається виділення кислих газів, розклад нафти.
2. За абіогенною гіпотезою — газонафтоутворення — наслідок глибинної дегазації землі. За О. Є. Лукіним — плюми є головними трубами глибинної дегазації Землі, визначають основні особливості флюїдодинамічного і термодинамічного режимів нафтогазоносних басейнів, а отже, співвідношення основних генетичних типів епігенезу і природу глибокозалягаючих резервуарів нафти і
газу. Сучасні дані про природу глибокозалягаючих нафтогазоносних колекторів дозволяють розглядати глибокі та надглибокі (5-10 км) сегменти нафтогазоносних басейнів, що відповідають апікальним частинам плюмів, як єдині нафтогазоносні мегарезервуари (сукупність вуглеводневих систем в нерівномірно розущільнених породах) — невичерпні джерела вуглеводнів.